# Фролов Владислав Юрійович
Владислав Юрійович Фролов  (рос. Владислав Юрьевич Фролов, 24 липня 1980) — російський легкоатлет, олімпійський медаліст.

## Виступи на Олімпіадах
| Олімпіада  | Дисципліна              | Місце |
| ---------- | ----------------------- | ----- |
| Пекін 2008 | естафета 4 x 400 метрів | 3     |